# Saint-Ours, Québec
Saint-Ours är en stad (kommun av typen ville) i provinsen Québec i Kanada. Den ligger i regionen Montérégie, i den sydöstra delen av landet, 210 km öster om huvudstaden Ottawa. Staden utökades 1991 med socknen med samma namn, men folkmängden inom den gamla stadsgränsen har fortsatt att särredovisas i folkräkningen.